# Índice Preço/Lucro
O índice Preço/Lucro de uma ação (também conhecido por múltiplo de lucros ou P/LPA ou P/L ou P/E ou PER ou "Price Earnings Ratio"   ) é um índice usado para medir quão baratos ou caros os preços das ações estão, dentro de um período de comparação. É provavelmente o mais consistente indicador de ressalva quanto ao otimismo excessivo no mercado. Serve também como um marcador de problemas e de oportunidades de negócio. Relacionando o preço e os lucros por ação de uma companhia, pode-se analisar a avaliação de mercado das ações de companhias relativa à riqueza que a companhia está criando realmente. O índice P/L é calculado da seguinte forma:
{\displaystyle {\mbox{Indice P/L }}={\frac {\mbox{Preco por Acao}}{\mbox{Lucro por Acao}}}}
O preço por ação (numerador) é o preço de mercado de uma ação. O lucro por ação (denominador) é o lucro líquido da empresa mais recente do período de um ano, dividido pelo número de ações.
A razão principal de calcular o índice P/L é tornar comparável para os investidores duas ou mais ações de empresas do mesmo setor. Se uma ação tiver um P/L duas vezes maior do que de uma outra ação, este provavelmente é um investimento menos atrativo (quanto maior for o P/L, mais "cara" estaria a ação). As comparações entre setores diferentes em países ou períodos são perigosas.
Por exemplo, se a ação A estiver sendo negociada por R$ 24 e o lucro por ação para o período mais recente de doze meses for R$ 3, então o índice P/L é 24/3=8. Isto significa que o retorno do capital de R$ 24 investido na compra, irá ocorrer no período de 8 anos, condicionado à empresa apresentar resultados iguais ao utilizado para calcular o P/L (R$ 3 por ação).

## Outras nomenclaturas para o índice Preço/Lucro
No mercado financeiro o índice preço/lucro é conhecido pela sua sigla em inglês: "P/E", ou "price to earnings". É também chamado de PER (price earnings ratio).

## O índice Preço/Lucro na avaliação de empresas
O índice preço/lucro é bastante útil para se comparar duas ou mais empresas. É muito usado no mercado financeiro.
O Múltiplo dos resultados líquidos (PER) é igual ao Preço de cotação (P) a dividir pelo Resultado por ação (RPA). Os resultados líquidos devem ser ajustados e o número de ações podem ser sem diluição ou com diluição total.
{\displaystyle PER={\frac {P}{RPA}}}
O ajustamento dos resultados líquidos  tem como objetivo essencial, compatibilizar os critérios contabilísticos das empresas a comparar, nomeadamente os seguintes pontos.
- Capitalização de custos – uniformizar o critério nas empresas em comparação;
- Amortizações e provisões do exercício – uniformizar os critérios para as empresas em comparação;
- Mais-valias e menos-valias – anular o valor dos resultados antes de impostos e ajustar os impostos em consonância.

Ao realizar este tipo de análise também devem ser considerados os Resultados Líquidos numa base de potencial continuidade, por este motivo é frequente não se usar os resultados extraordinários no cálculo.
Multiplicando o numerador e o denominador do rácio pelo número de ações obtém-se respectivamente, a capitalização bolsista ou o valor de mercados dos capitais próprios (VCP, e os resultados líquidos da empresa (RL):
{\displaystyle PER={\frac {VCP}{RL}}}
Desta forma a avaliação da empresa pode ser feita por comparação com outra através do PER.
Deste modo, um PER elevado pode indicar:
- boas expectativas de crescimento esperado
- ações com pouco risco
- empresa sobreavaliada

Um PER negativo indica que a empresa tem prejuízos e é de evitar, a não ser que se espere um turnaround vigoroso na sua situação econômica.
Essas situações dão os maiores lucros que há nas Bolsas, mas é muito difícil e arriscado aproveitá-las plenamente, pois frequentemente, uma ação em crise continuará a cair mais e mais antes do turnaround que a fará subir. Mais seguro é investir em empresas lucrativas.
Vantagens do PER na Avaliação 
- Facilidade de cálculo
- Incorpora as percepções do mercado
- Inclui a rendibilidade, crescimento e o risco das empresas

Inconvenientes do PER na Avaliação 
- Divergência entre os conceitos de preço de cotação e de resultado por ação
- Os métodos e as políticas contabilísticas seguidas pelas empresas afetam o PER
- Não tem significado quando as empresas têm prejuízos
- Torna-se pouco significativo quando os resultados têm elevada variabilidade

Aplicabilidade como indicador comparativo 
- Evolução ao longo do tempo

Para uma mesma empresa, analisar evolução do PER durante um determinado período de tempo;
- Entre empresas do mesmo sector

Comparação entre empresas do mesmo sector, normalmente as concorrentes da empresa em estudo;
- Entre diferentes sectores

Permite aos agentes que investem em diversos negócios  ou sectores de atividade, identificarem alternativas de investimento mais ou menos atrativas; porém não são recomendáveis, uma vez que os resultados podem não condizer com a verdade.
- Entre diferentes países

A fim de avaliar mercados sub ou sobrevalorizado. 